# 唐世华
唐世华（1952年—），云南维西人，傈僳族，中华人民共和国政治人物、第十一届全国人民代表大会云南地区代表。
毕业于丽江师范学校，是中共党员。担任云南省迪庆州人大常委会主任。2008年起担任全国人大代表。